# Werner Nachtigall
Werner Nachtigall (* 7. Juni 1934 in Saaz, Tschechoslowakei; † 5. September 2024 in Saarbrücken) war ein deutscher Zoologe. Er galt als einer der Begründer der Bionik in Deutschland.

## Leben
Nach dem Abitur in Augsburg studierte er an der Ludwig-Maximilians-Universität München Naturwissenschaften in den Fachrichtungen Biologie, Physik, Chemie und Geographie mit Abschluss Staatsexamen. 1959 wurde er bei Werner Jacobs mit einer zoologischen Arbeit über ein bewegungsphysiologisch-biophysikalisches Thema mit bionischer Bedeutung zum Dr. rer. nat. promoviert. Zunächst war er von 1959 bis 1961 wissenschaftlicher Assistent am Strahlenbiologischen Institut in Neuherberg, später am Zoologischen Institut der Universität München. Seine Forschungsschwerpunkte in dieser Zeit umfassten bereits Fragestellungen aus dem Bereich der Bionik. 1966 habilitierte er über Flugbiophysik. Es folgte 1967 eine Gastprofessur an der University of California, Berkeley.
1969 erhielt er einen Ruf als Professor und Direktor des Zoologischen Instituts der Universität des Saarlandes. Auf seine Initiative hin wurde 1990 das Studienprogramm „Technische Biologie und Bionik“ an der Universität des Saarlandes eingeführt. 1990 war er Mitbegründer der Gesellschaft für Technische Biologie und Bionik, bis 2003 erster Vorsitzender.
Nach seiner Emeritierung 2002 wurde er Leiter des vom Bundesministerium für Bildung und Forschung geförderten Bionik-Kompetenznetzes BIOKON an der Universität des Saarlandes.

## Wirken
Durch seine Forschungen, unter anderem über Bewegungsmechanismen im Tierreich und Biostatik, bei denen er konsequent verschiedene naturwissenschaftliche und ingenieurwissenschaftliche Disziplinen zusammenführte, wurde er zu einem Pionier der Bionik in Deutschland. Neben wissenschaftlichen Publikationen veröffentlichte er mehrere populärwissenschaftliche Bücher und Artikel, mit denen er ein breites öffentliches Interesse an diesem jungen Forschungszweig wecken konnte.
Werner Nachtigall war in zahlreichen Gremien tätig. Er war ordentliches Mitglied der Akademie der Wissenschaften und der Literatur Mainz. 1987 wurde Werner Nachtigall als ordentliches Mitglied der Naturwissenschaftlichen Klasse in die Sudetendeutsche Akademie der Wissenschaften und Künste berufen.
Er veröffentlichte über 300 wissenschaftliche Publikationen und über 30 Bücher, zumeist im Themengebiet der Technischen Biologie, Flugbiomechanik und Bionik.

## Auszeichnungen und Ehrungen
- 1982: Karl-Ritter-von-Frisch-Medaille, Wissenschaftspreis  der Deutschen Zoologischen Gesellschaft (DZG)
- 1996: Baupreis der Fritz-Bender-Stiftung (München), für die Entwicklung eines Lüftungssystems nach dem Termitenbauprinzip (zusammen mit Georg Rummel)
- 2002: Internationaler Rheinland-Preis für Umweltschutz des TÜV Berlin-Brandenburg-Rheinland
- 2004: Treviranus-Medaille des Verbandes Deutscher Biologen (VdBiol)

## Werke
- Gläserne Schwingen. Aus einer Werkstatt biophysikalischer Forschung. Moos, München 1968.
- Warum die Vögel fliegen. Rasch und Röhring, Hamburg-Zürich 1985, ISBN 3-89136-035-5.
- Im Reich der Tausendstel-Sekunde. Faszination des Insektenflugs. Mit Fotos von Rolf Nagel. Gerstenberg, Hildesheim 1988, ISBN 3-8067-2043-6.
- Natur- und Kulturlandschaft Bodensee, Konstanz: Verlag Stadler, 1989, ISBN 3-7977-0175-6
- Bionik. Grundlagen und Beispiele für Ingenieure und Naturwissenschaftler. Springer, Berlin 1998; 2. Auflage 2002, ISBN 3-540-43660-X.
- mit Kurt G. Blüchel: Das große Buch der Bionik. Neue Technologien nach dem Vorbild der Natur. Deutsche Verlags-Anstalt, München 2000, ISBN 3-421-05379-0.
- Natur macht erfinderisch. Das grosse Buch der Bionik. Ravensburger, Ravensburg 2001; 2. Auflage 2007, ISBN 978-3-473-55149-1.
- Insektenflug. Konstruktionsmorphologie, Biomechanik, Flugverhalten. Springer, Berlin 2003, ISBN 3-540-00047-X.
- Bau-Bionik. Natur, Analogien, Technik. Springer, Berlin 2003; 2. Auflage 2013, ISBN 978-3-540-88994-6.
- Biologisches Design. Systematischer Katalog für bionisches Gestalten. Springer, Berlin 2005, ISBN 3-540-22789-X.
- Ökophysik. Plaudereien über das Leben auf dem Land, im Wasser und in der Luft. Springer, Berlin 2006, ISBN 3-540-28878-3.
- Bionik – Was ist das? Was kann das? Was soll das? Audio-CD. Supposé, Köln 2006, ISBN 978-3-932513-72-5.
- Bionik. Lernen von der Natur. Beck, München 2008, ISBN 978-3-406-53636-6.